# Liste der Monuments historiques in Gourvillette
Die Liste der Monuments historiques in Gourvillette führt die Monuments historiques in der französischen Gemeinde Gourvillette auf.

## Liste der Bauwerke
| Bezeichnung       | Beschreibung            | Standort | Kennzeichnung | Schutzstatus | Datum | Bild           |
| ----------------- | ----------------------- | -------- | ------------- | ------------ | ----- | -------------- |
| Kirche St-Martial | 12. und 15. Jahrhundert | (Lage)   | PA00104702    | Inscrit      | 1949  | weitere Bilder |

## Liste der Objekte
| Bezeichnung  | Beschreibung                                                                                    | Standort                        | Kennzeichnung | Schutzstatus | Datum | Bild |
| ------------ | ----------------------------------------------------------------------------------------------- | ------------------------------- | ------------- | ------------ | ----- | ---- |
| Hochaltar    | Altar mit Tabernakel und Expositionsnische; Holz, farbig gefasst und vergoldet, 18. Jahrhundert | in der Kirche St-Martial (Lage) | PM17001338    | Inscrit      | 1983  |      |
| Chorschranke | Schmiedeeisen, 18. Jahrhundert                                                                  | in der Kirche St-Martial (Lage) | PM17001339    | Inscrit      | 1983  |      |